# ダズリングスープ/シルク
ダズリングスープ／シルクは、SHAKALABBITSのメジャー8枚目、通算11枚目のシングルで、XLQから2006年9月27日に発売。

## 解説
SHAKALABBITS2枚目の両A面シングル。
“ダズリングスープ”のMVの監督は“SADISTIC AURORA SHOW”などと同じく島田大介。
“シルク”のMVの監督は久保茂昭。そして多部未華子が出演している。

## 収録曲
1. ダズリングスープ
作詞：UKI 作曲：MAH
2. シルク
作詞：UKI 作曲：MAH
3. 出囃子
作曲：SHAKALABBITS

## 収録アルバム
- MUSHROOMCAT RECORD (#1)
- 嘘を混ぜ込んだ真実のスープ（#1,2）

## ジャケット
ジャケットのイラストは宇野亜喜良が担当している。